# Boophis periegetes
Boophis periegetes is een kikker uit de familie gouden kikkers (Mantellidae). De soort werd voor het eerst wetenschappelijk beschreven door John Everett Cadle in 1995. De soort behoort tot het geslacht Boophis.

## Leefgebied
De kikker is endemisch in Madagaskar. De soort komt alleen voor in de voormalige provincie Fianarantsoa, in het zuidoosten van het eiland. De soort leeft op een hoogte van 1030 tot 1230 meter en komt ook voor in het nationaal park Ranomafana.